# چسباندن اعلامیه ممنوع
چسباندن اعلامیه ممنوع (فرانسوی: Défense d'afficher‎) فیلمی صامت و کوتاه در ژانر کمدی به کارگردانی ژرژ ملی‌یس و محصول سینمای فرانسه در سال ۱۸۹۶ است. این فیلم دربارهٔ دعوای دو کارگر که مسئول چسباندن آگهی به دیوار هستند، می‌باشد.